# 武儀町
武儀町（むぎちょう）は、岐阜県武儀郡にあった町である。2005年2月7日に武儀郡の他4町村と共に関市に編入された。
2000年・2005年の国勢調査より日本の人口重心が存在する（北緯35度36分20秒 東経137度0分27秒 / 北緯35.60556度 東経137.00750度、世界測地系）。

## 地理
2000年の国勢調査の結果によると、日本全体の人口重心が武儀町の北西部にある。
- 山：平成山、高曝山、高沢山、水晶山、岳山
- 河川：津保川、中ノ保川、祖父川、武儀倉川

### 隣接していた自治体
- 美濃市
- 関市
- 美濃加茂市
- 郡上市（2004年まで郡上郡 美並村）
- 武儀郡 上之保村
- 加茂郡 七宗町

## 歴史
- 1955年（昭和30年）4月1日 - 中之保村、富之保村、下之保村が新設合併し武儀村が発足。
- 1971年（昭和46年）4月1日 - 町制施行し武儀町となる。
- 2005年（平成17年）2月7日 - 関市に編入される。同日武儀町廃止。

## 教育
- 武儀中学校
- 武儀東小学校
- 武儀西小学校

### 2005年以前に廃校となった学校
- 岐阜県立中濃高等学校（2004年廃校）
- 武儀村立中之保中学校（1968年廃校）
- 武儀村立下之保中学校（1968年廃校）
- 武儀村立富之保中学校（1968年廃校）
- 武儀町立中之保小学校（2003年廃校）
- 武儀町立富之保小学校（2003年廃校）

## 交通

### 鉄道
町内に鉄道路線なし。鉄道を利用する場合の最寄り駅は、長良川鉄道越美南線関駅。

### 道路
高速道路
- 町内に高速道路はなし。

一般国道
- 町内に一般国道はなし。

主要地方道
- 岐阜県道58号関金山線
- 岐阜県道63号美濃加茂和良線
- 岐阜県道80号美濃川辺線

一般県道
- 岐阜県道325号大原富之保線

## 名所・旧跡・観光スポット・祭事・催事

### 名所・旧跡
- 道の駅平成
- 日龍峰寺
- 八滝ウッディランド
- 樋田製材所
- 津保川カートランド
- 白髭神社
  - お宮の清水(岐阜県の名水100選)
- 乳岩神社
- 水無神社
高照光姫命を御祭神とする宝亀5年（西暦775年）に飛騨一宮水無神社より勧請された社。

### 祭事・催事
4月中旬
- 水無神社の例祭
神輿の神幸が行われ、五穀豊穣を願い神楽が奉納されたり、鬼の棒振りが登場する。